# Ida (přítok Angary)
Ida (rusky Ида) je řeka v Irkutské oblasti v Rusku. Je 153 km dlouhá. Povodí má rozlohu 2610 km².
Vlévá se do Idinského zálivu Bratské přehradní nádrže. Do naplnění nádrže byla pravým přítokem Angary.
Počátekm 20. století nesla jméno Ušakovky (podle jména výzkumníka). U Zmamenského ženského kláštera řeky Ušakovky byl v noci z 6. na 7. února 1920 vykonán rozsudek smrti nad admirálem Kolčakem.
U řeky Ida byly zjištěny pozůstatky paleolitického osídlení (hora Vysokaja I-II, hora Chilok, hora Gliňanaja).